# Temple de Vishvanatha
Le temple de Vishvanatha est un temple hindou situé à Khajurâho dans l'état du Madhya Pradesh, en Inde.
L'édifice fait partie du groupe situé à l'Ouest du site du patrimoine mondial de l'UNESCO au titre de l'Ensemble monumental de Khajuraho.
Le temple est dédié à Shiva, qui est également connu comme "Vishvanatha", signifiant "Seigneur de l'Univers".

## Histoire
Le temple a été commandé par le roi Chandela Dhanga et a probablement été achevé en 999 ou 1002. Son style architectural est semblable à celui de l'ancien temple de Lakshmana et au plus récent temple de Kandariya Mahadeva. 
C'est une inscription dédicatoire, apposée au porche du temple de Vishvanatha, qui a fourni des informations sur la construction d'un temple dédié à Shiva par le roi Dhanga. La date originale gravée peut être interprétée comme 1056 VS (999) ou 1059 VS (1002) du calendrier Vikram Samvat (VS). 
Cette inscription mentionne que le descendant de Dhanga, Jayavarman l'a fait regravée en 1173 VS et précise que Dhanga a fait construire un magnifique temple de Shiva avec deux lingam : 
- Un lingam  Marakateshvara  - disparu - aurait été en émeraude ou orné d'émeraudes.
- L'autre lingam  Pramathanatha  ("Le Seigneur des Pramathas ou "esprits") qui subsiste est en pierre.

L'inscription semble avoir été publiée après la mort de Dhanga: elle affirme qu'après avoir vécu pendant plus de cent ans, Dhanga a atteint moksha (le Nirvāṇa en abandonnant son corps dans les eaux du Gange et de son affluent la Yamuna. 
Contrairement à d'autres inscriptions de temples du royaume Chandela, celle-ci ne mentionne plus les Pratihâra dont les Chandelas étaient vassaux. Cela suggère que les Chandelas n'étaient plus, à cette époque, vassaux des Pratihâra et que le royaume Chandela était alors autonome. 
La référence au "lingam émeraude" soutient également cette théorie car selon le Purana, un tel lingam orné de joyaux ne peut être que le don approprié à l'accomplissement d'un souhait très élevé. Cela suggère que Dhanga a fait ériger le temple après avoir atteint un haut statut politique, celui de souverain.
Selon d'autres historiens de l'art, le temple de Vishvanatha ne serait pas le seul dédié à Shiva et il serait possible que Dhanga ait fait construire deux temples, l'un avec un lingam en pierre et un autre avec un lingam orné d'émeraudes.
L'inscription indique aussi qu'un nommé Chhichha (ou Chiccha) serait l'architecte du temple et que le torana (porte d'entrée du temple) a été conçu par Vishvakarma, l'architecte de l'univers selon l'hindouisme et par là "saint patron des architectes" hindous.

## Description

### Architecture
Le temple de Vishvanatha est caractéristique du style architectural du centre de l'Inde qui apparaît avec le temple de Lakshmana (vers 930-950) et culmine avec le temple de Kandariya Mahadeva (vers 1030). Ces trois temples sont représentatifs du style le plus développé à Khajurâho.

Comparaison entre les 3 temples
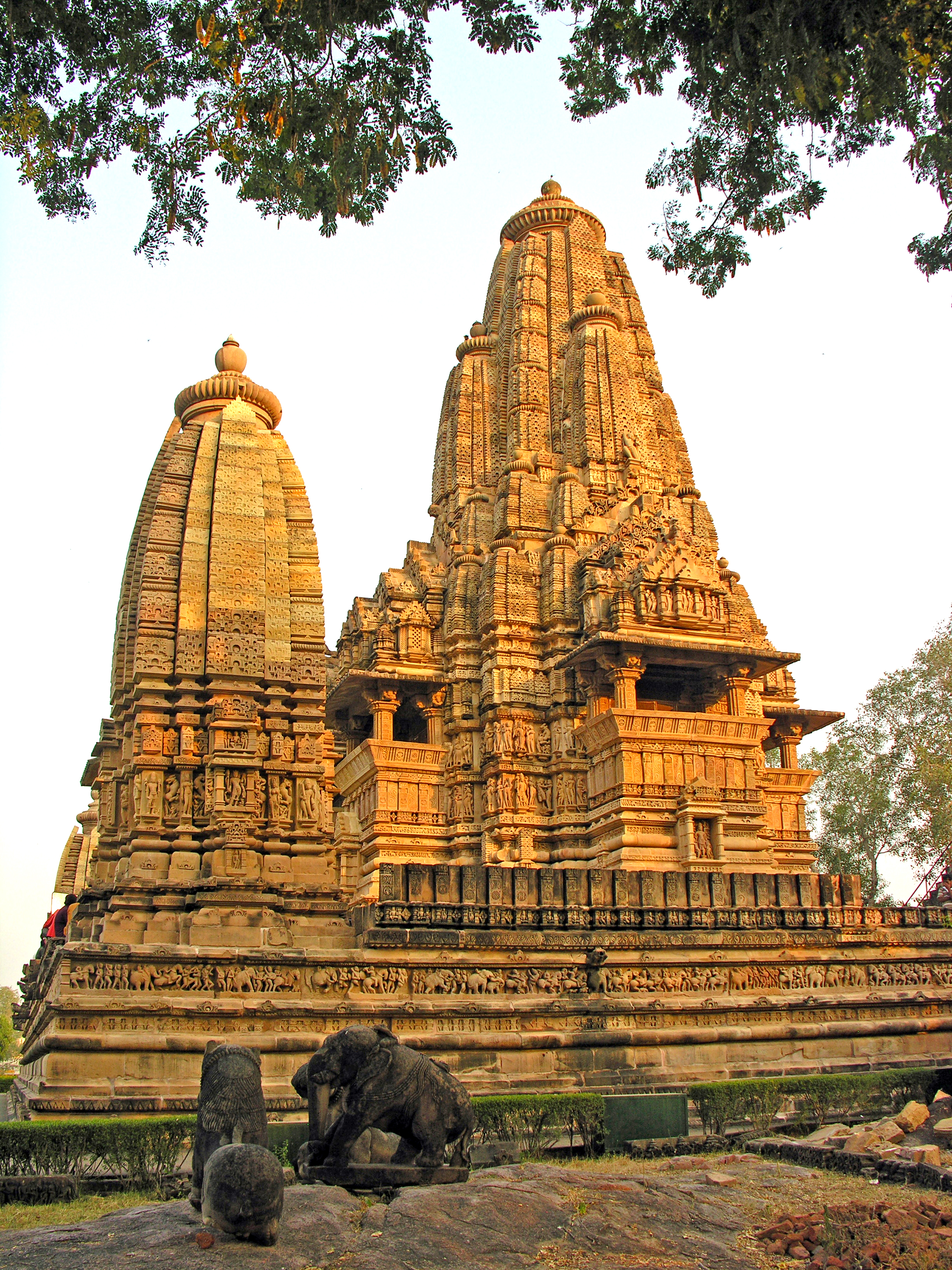
Lakshmana (arrière)
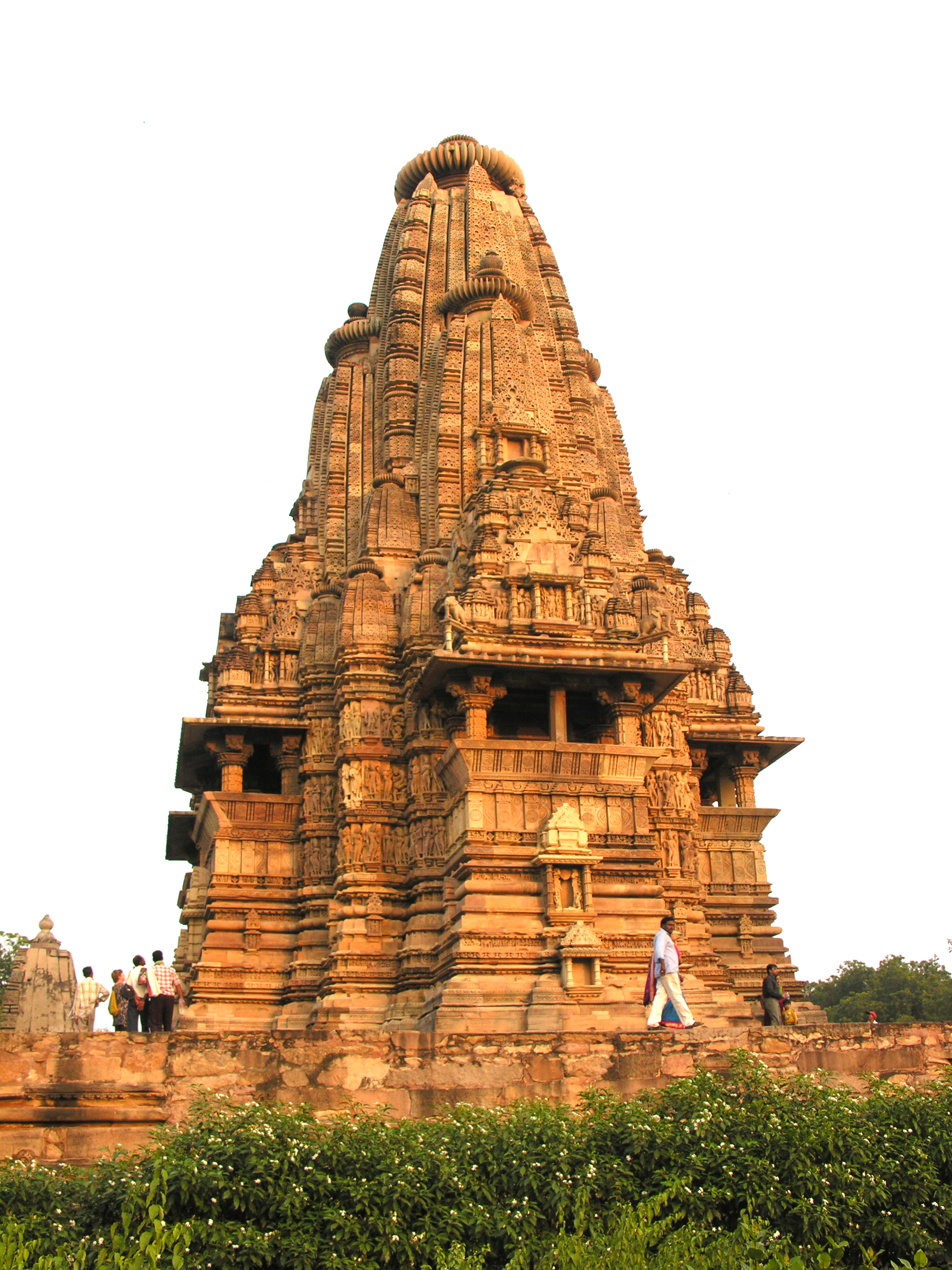
Vishvanatha (arrière)
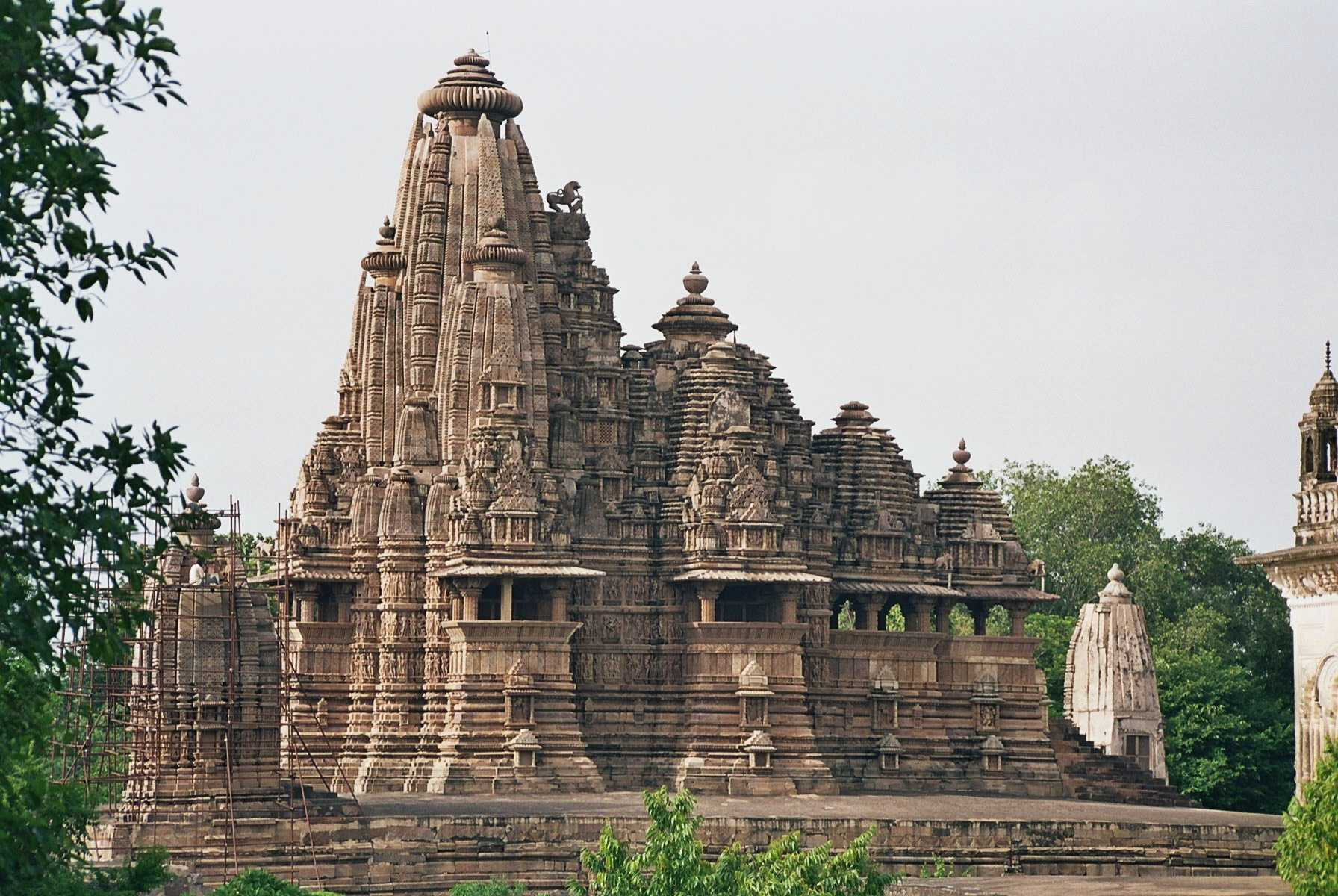
Vishvanatha (côté)
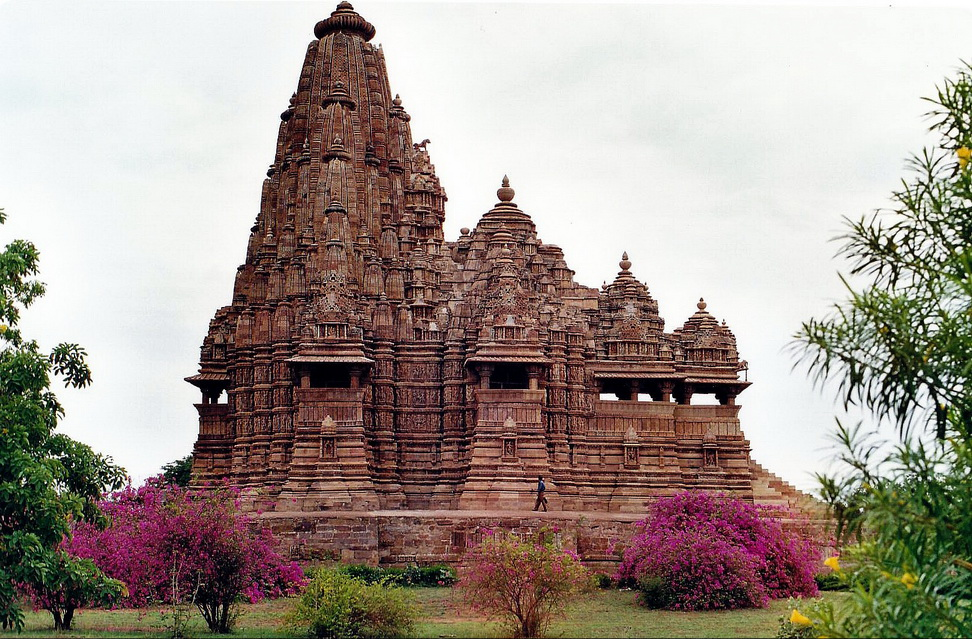
Kandariya Mahadeva Temple (côté)

Le temple Vishvanatha a été conçu comme un complexe panchayatana, c'est-à-dire qu'il comporte quatre petits sanctuaires annexes qui s'articulent autour du sanctuaire principal. Celui-ci est orienté vers l'est et il est dédié à la monture de Shiva, Nandi le taureau, dont la statue de 2,2 m de haut fait face au sanctuaire principal depuis le temple de Nandi.
Le sanctuaire annexe sud-ouest est dédié à l'épouse de Shiva Parvati. Ce sanctuaire à Parvati est partiellement endommagé. Seuls subsistent son sanctuaire (garbha-griha) et son dôme curviligne (shikhara). Il abrite une idole de Parvati debout sur un varan.

Le sanctuaire principal et deux sanctuaires annexes

Le garbha-griha est un exemple de l'architecture du style hindou nagara: il comporte un porche d'entrée (ardha-mandapa), une petite salle (mandapa), une grande salle (maha-mandapa), un vestibule (antarala) et le sanctuaire avec son dôme Shikhara.
Tous ces éléments reposent sur une base avec plusieurs bandeaux de sculptures. 
L'escalier qui mène de la base au porche est flanqué de lions d'un côté et d'éléphants de l'autre. Le sanctuaire principal mesure 27,5 m  par 13,7 m.
Le sanctuaire contient le lingam de pierre, mais pas celui "d'émeraude" mentionné dans l'inscription. Le sanctuaire dispose de balcons à balustrades sur trois côtés pour la lumière et la ventilation. Le grès est le matériau principal utilisé.

### Sculptures
La base du temple comporte de nombreuses niches avec des représentations des saptamatrika, les « sept mères », de Parvati l'épouse de Shiva et d'un exceptionnel Ganesh dansant.

Bas reliefs et sculptures extérieurs
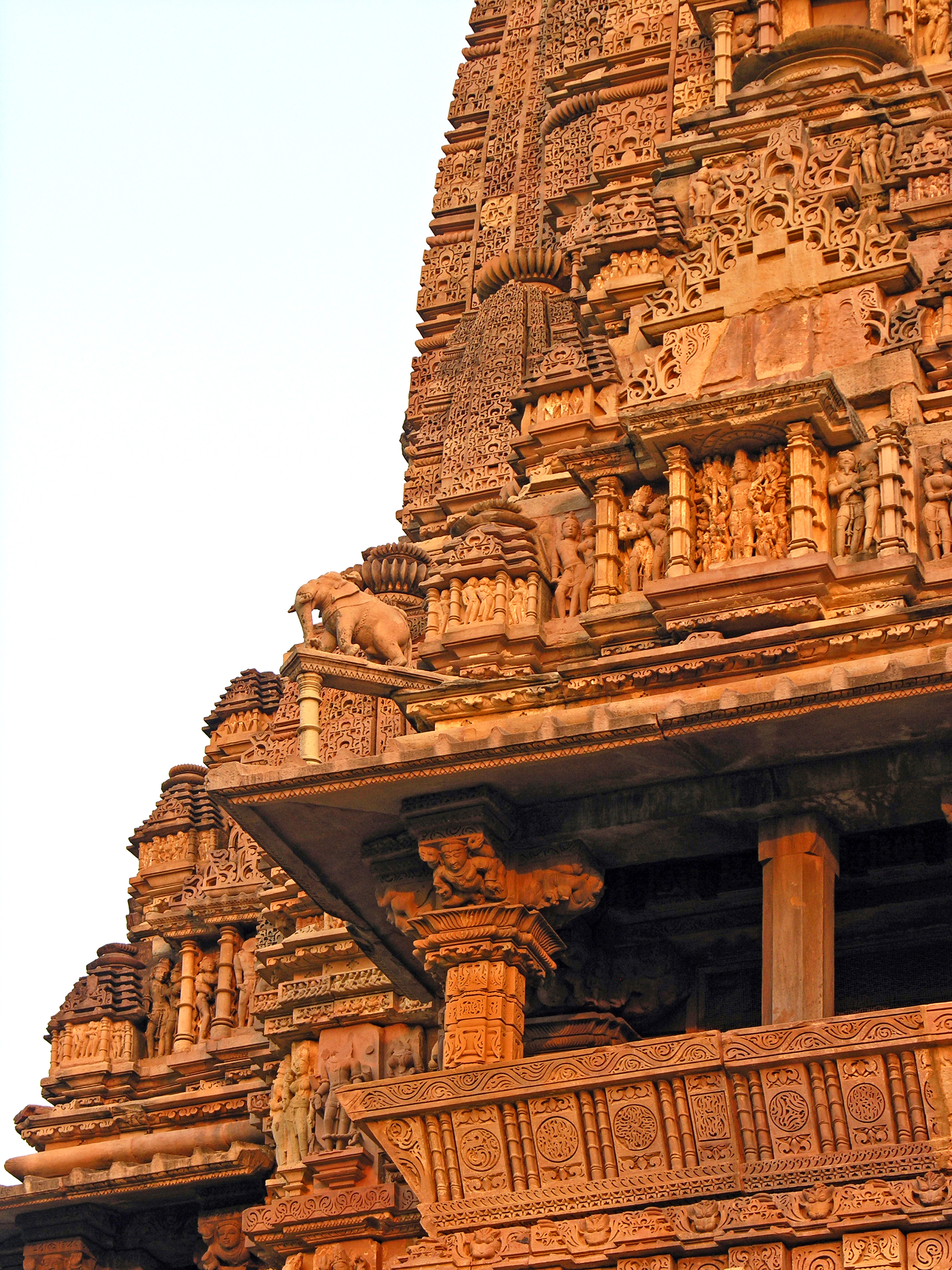
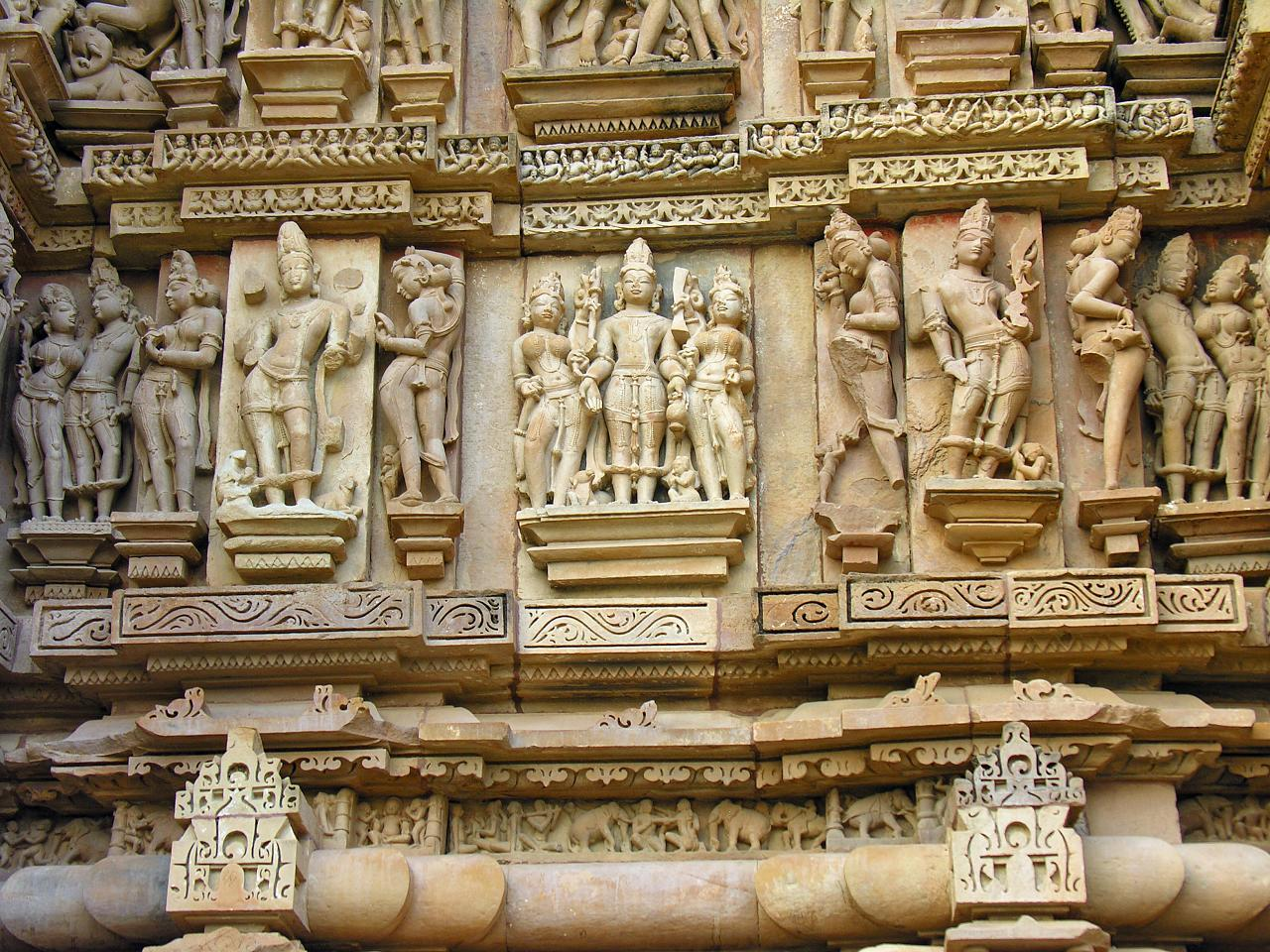
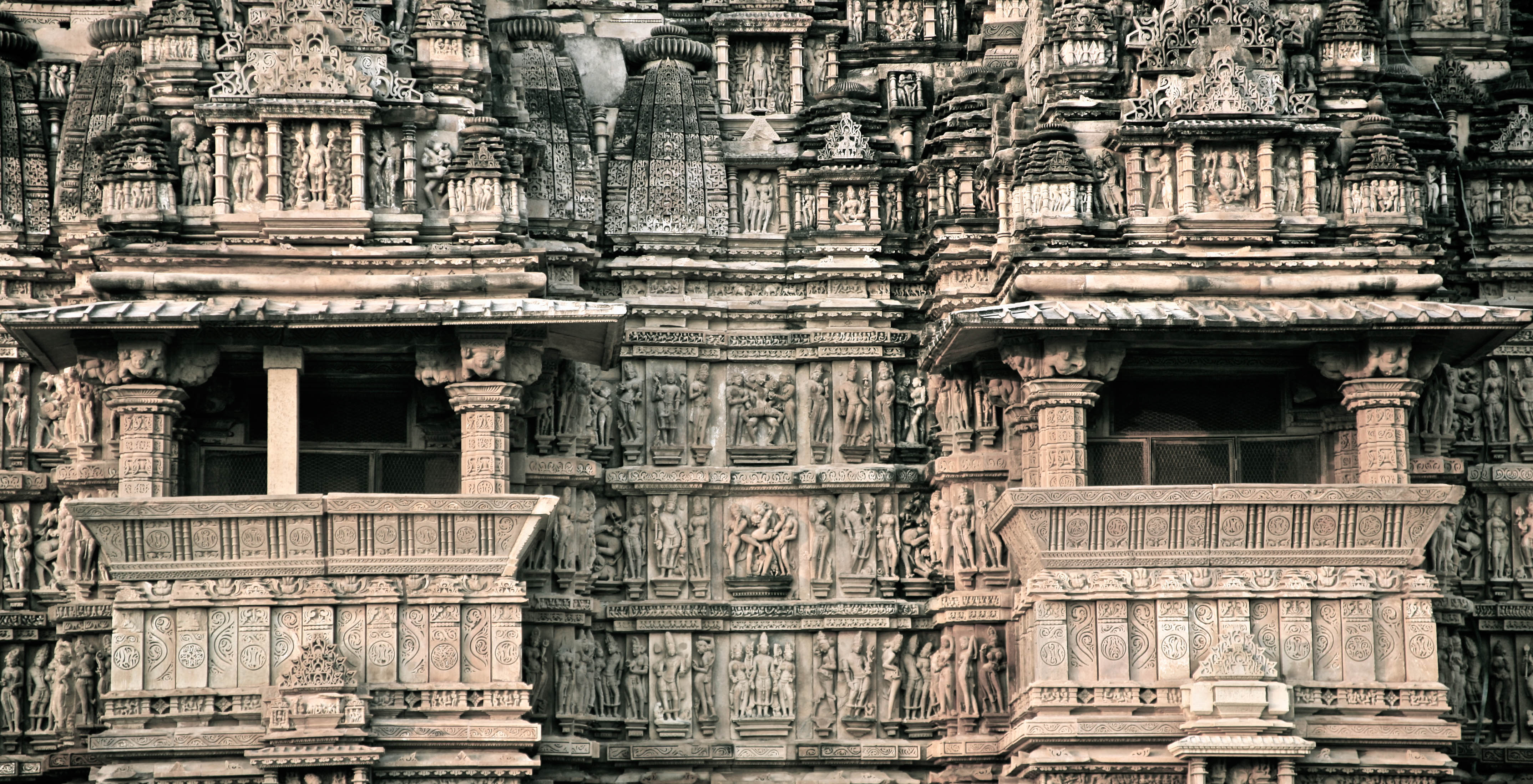
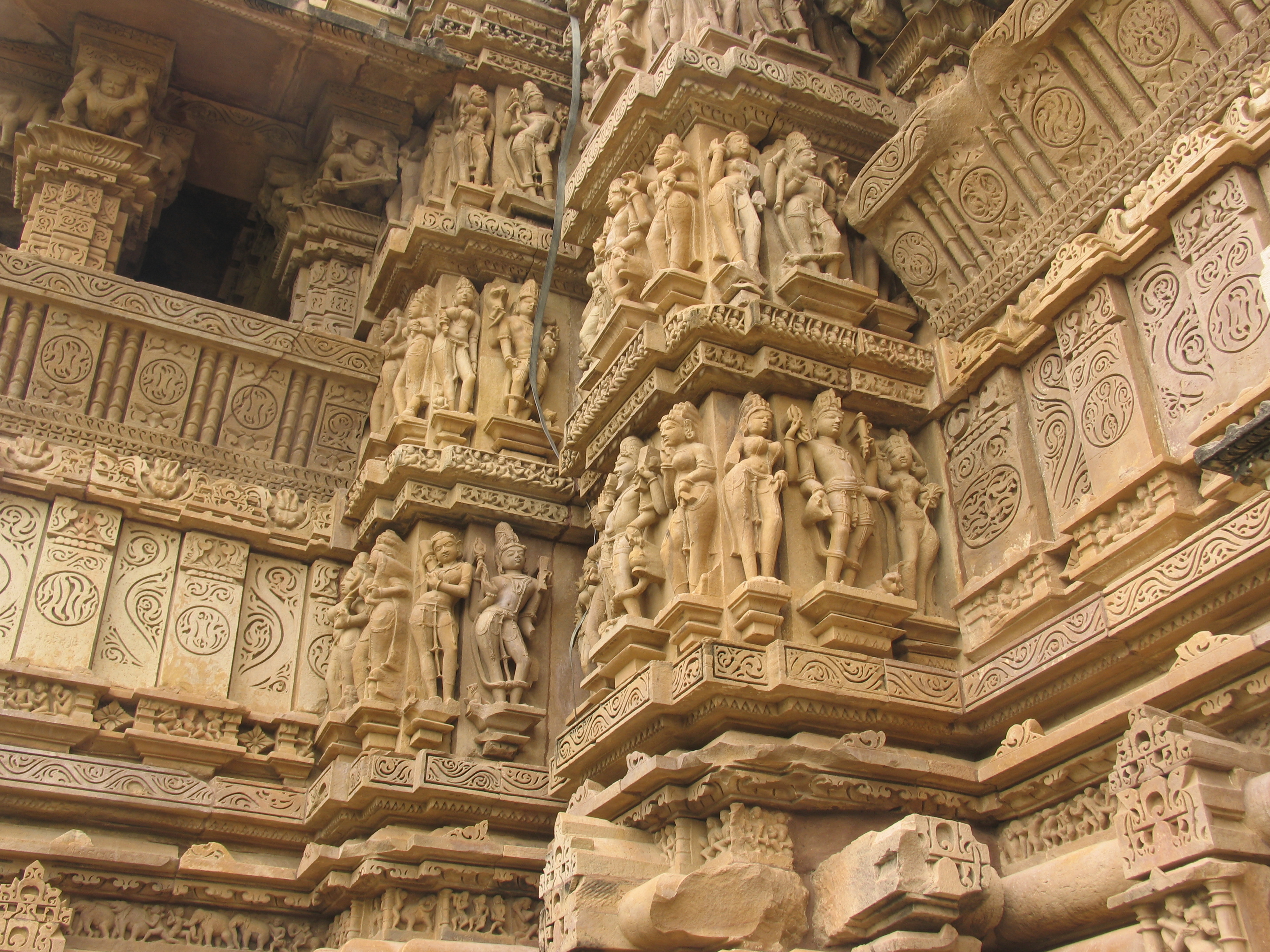
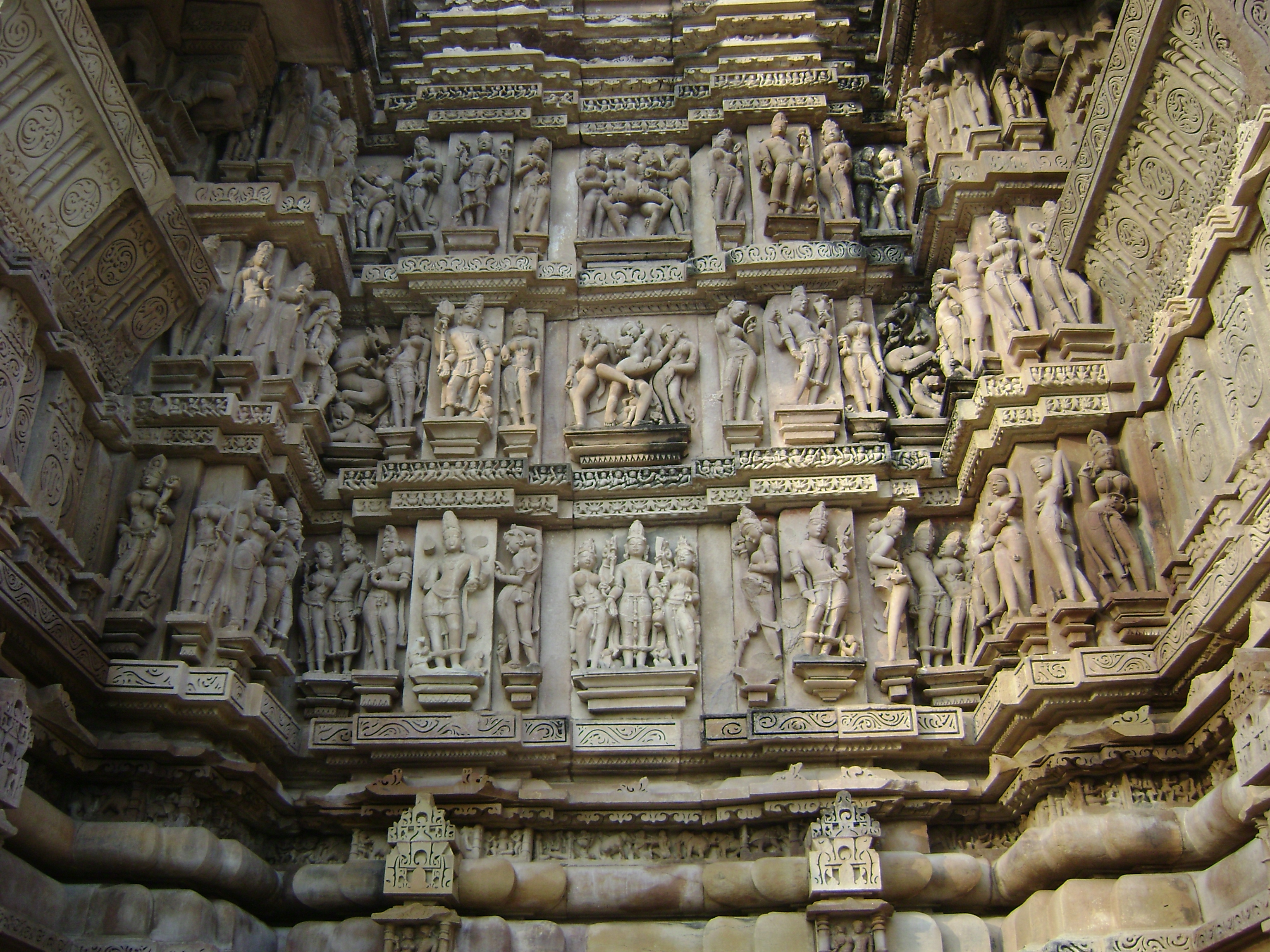

Sculptures
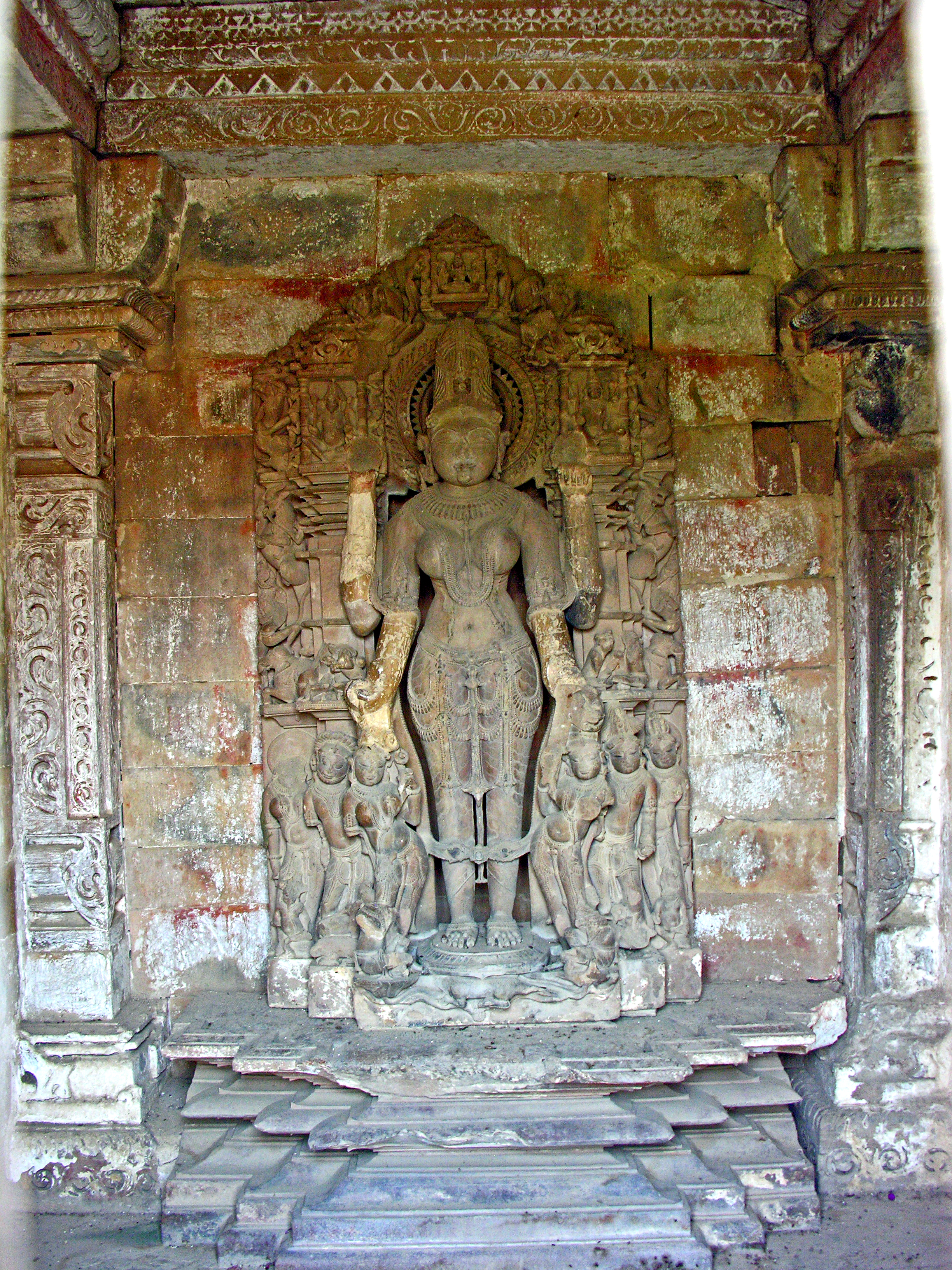
Parvati
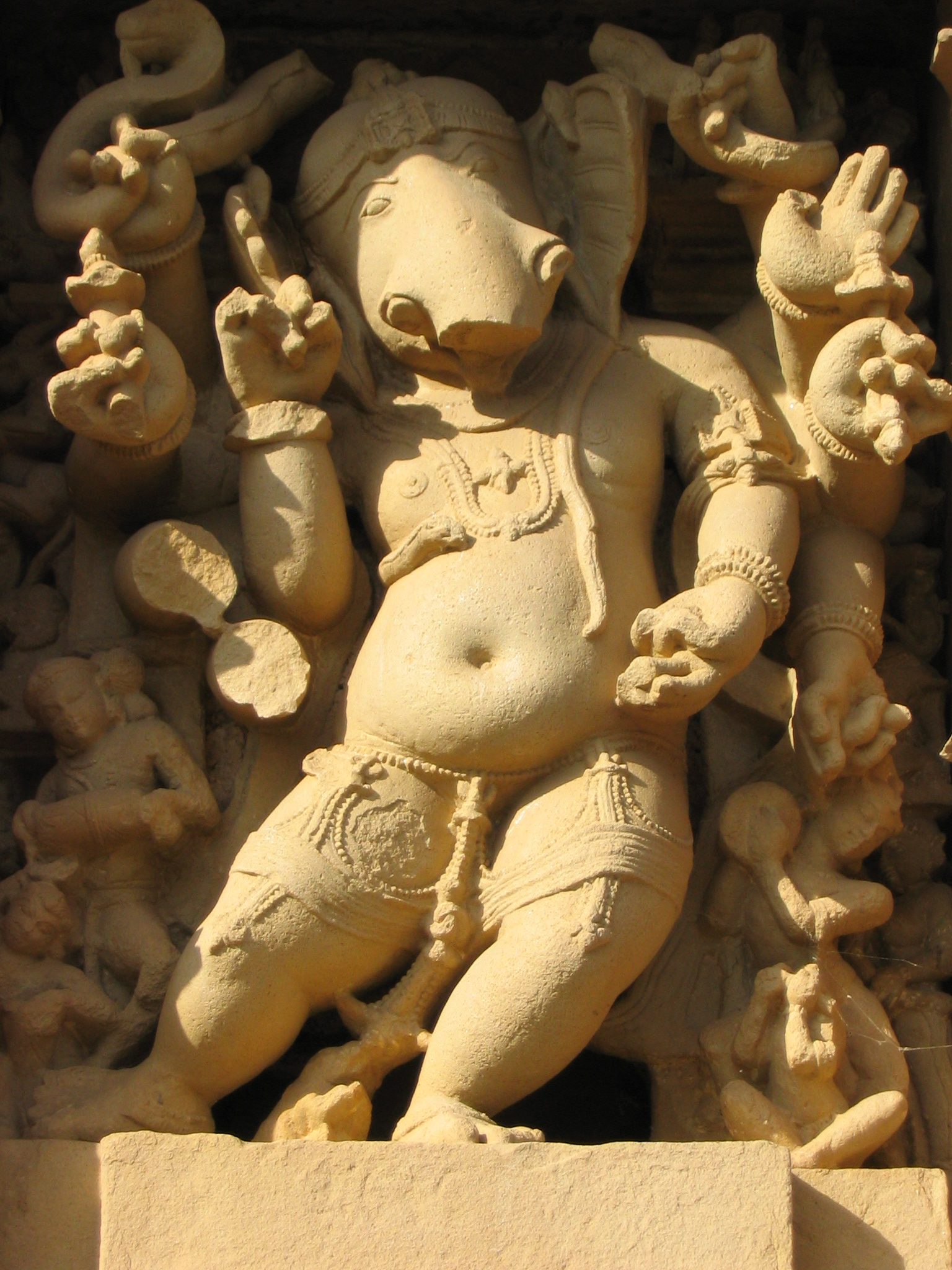
Ganesh dansant
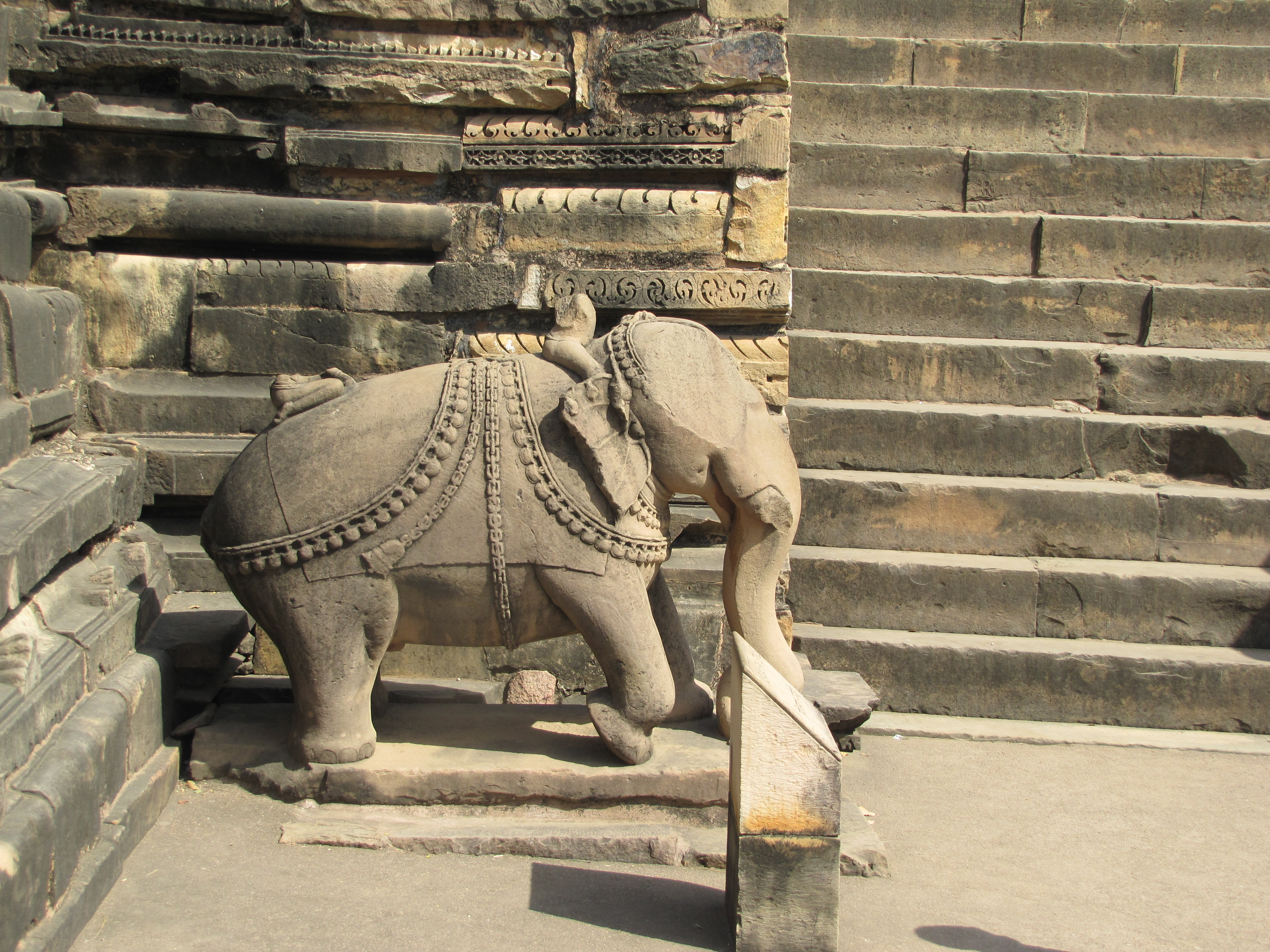
Eléphant de l'escalier
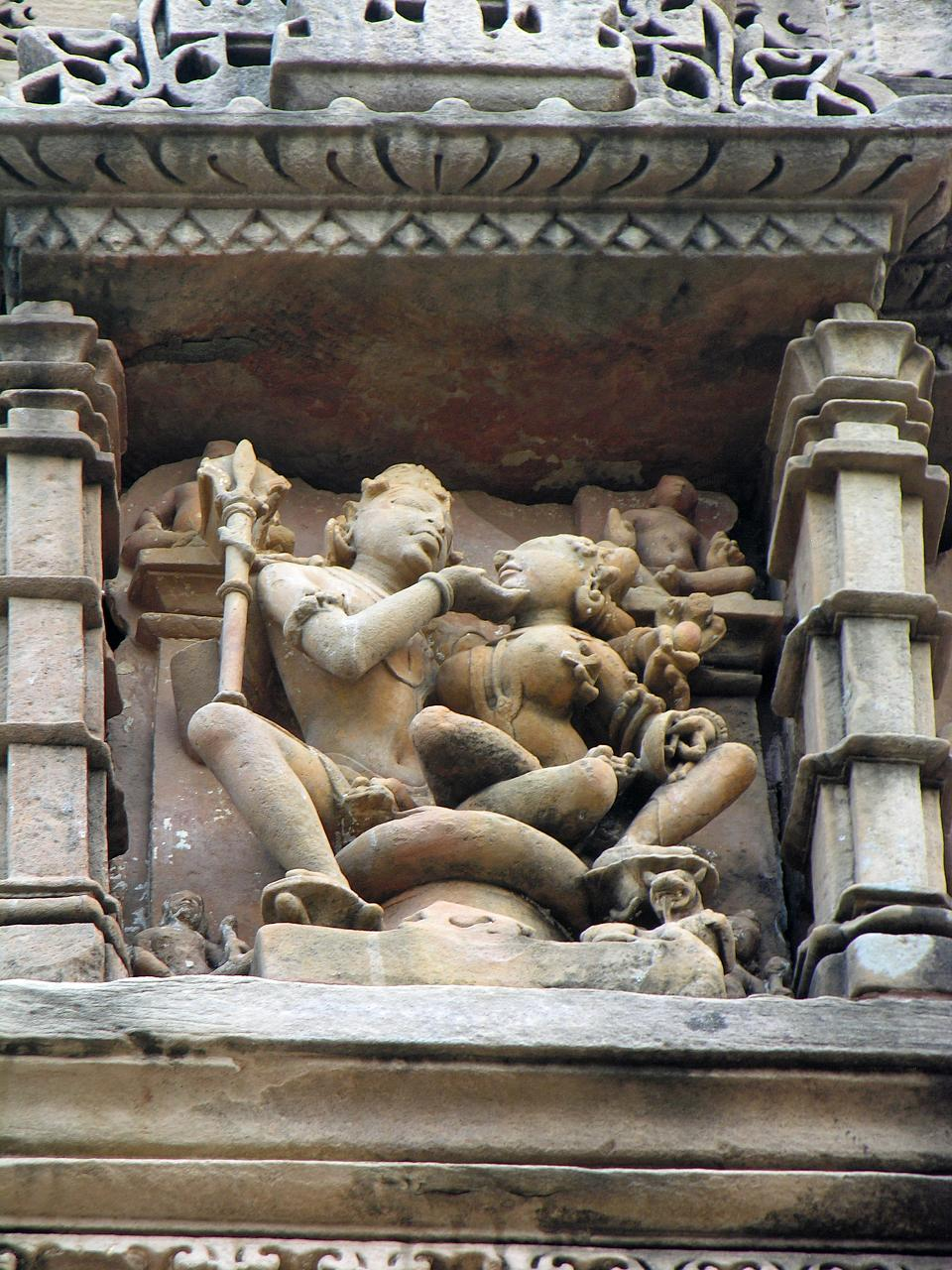
Couple d'amoureux
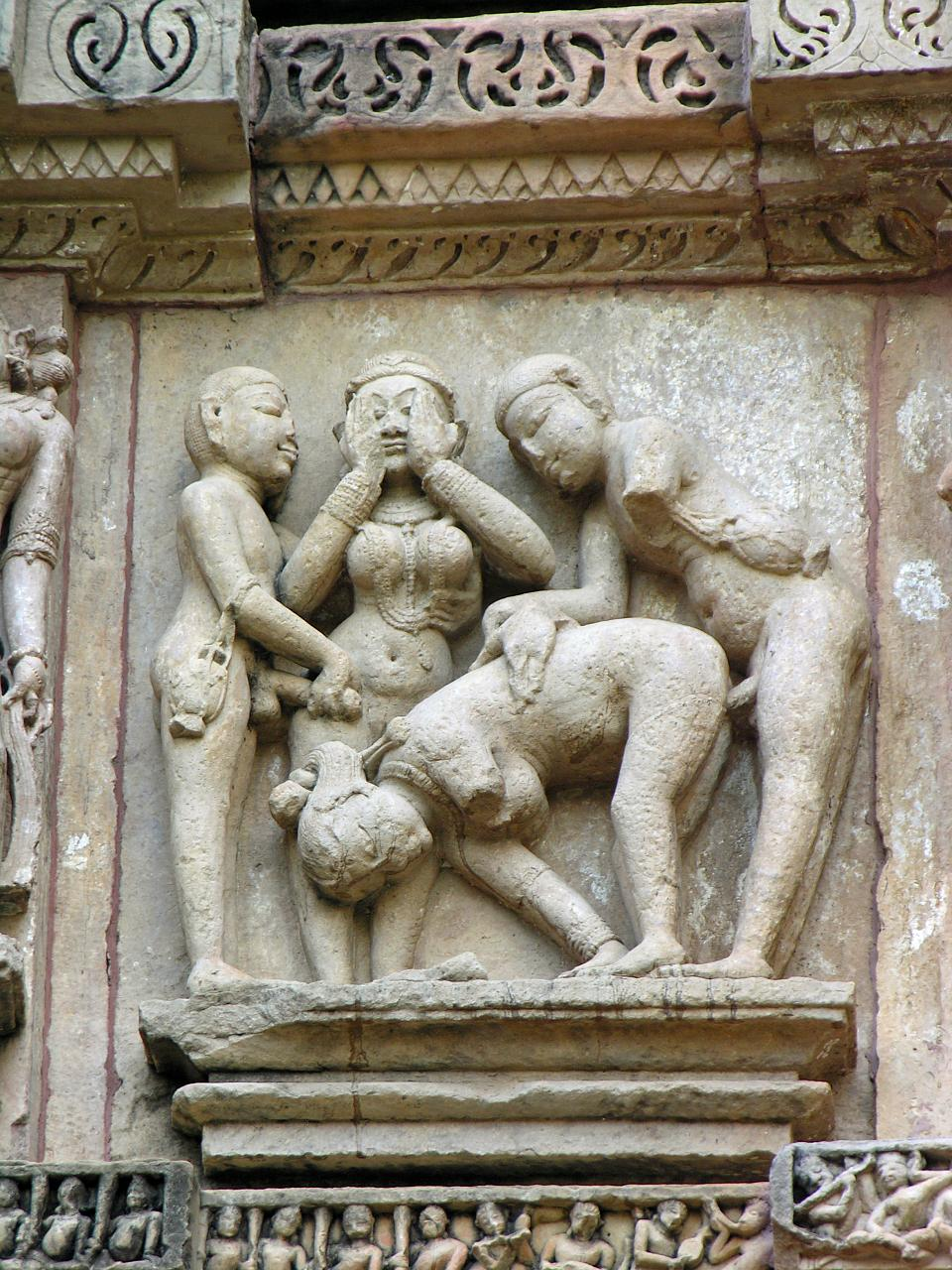
Sculpture érotique

La partie extérieure au-dessus de la base comporte trois bandeaux de sculptures de diverses divinités, des surasundari (figures féminines) comme des apsara (nymphes célestes) et des créatures mythiques. 
Les surasandari sont montrées exécutant diverses activités quotidiennes, telles que l'application de poudre vermillon (sindoor) à leurs fronts et de kôhl à leurs yeux, se tordant les cheveux après le bain, jouant de la flûte, s'ôtant une épine du pied, dansant, s'admirant dans un miroir, s'habillant ou simplement prenant une pose langoureuse ou provocante. Leurs coiffures, vêtements à motifs, ornements et visages expressifs sont perceptibles dans ces sculptures.
Le parikrama (vestibule) du sanctuaire présente ce que certains archéologues appellent les « plus frappantes sculptures de femmes à Khajurâho ». 
- Une statue montre une surasundari jouant de la flûte, avec le corps légèrement arqué latéralement, présentant l'idéal - pour les contemporains - de la forme corporelle féminine.
- Une autre, partiellement endommagée, montre une dame dans une pose de danse.
- Une sculpture montre une mère tenant son bébé: elle est légèrement déhanchée pour laisser son bébé s'asseoir sur sa hanche.
- On trouve une femme soulevant son pied gauche derrière elle pour y appliquer de la teinture.
- On peut aussi voir une jeune fille essayant de lier son soutien-gorge derrière son dos, le corps tordu accentuant ses courbes.

Surasundaris du temple Vishvanatha
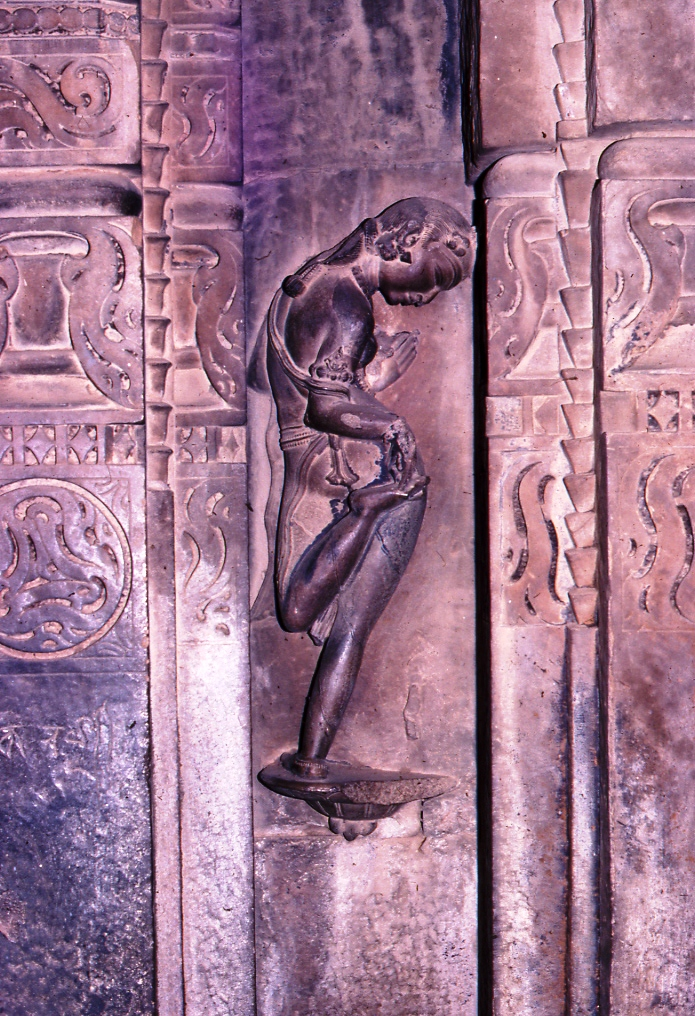
S'ôtant une épine du pied
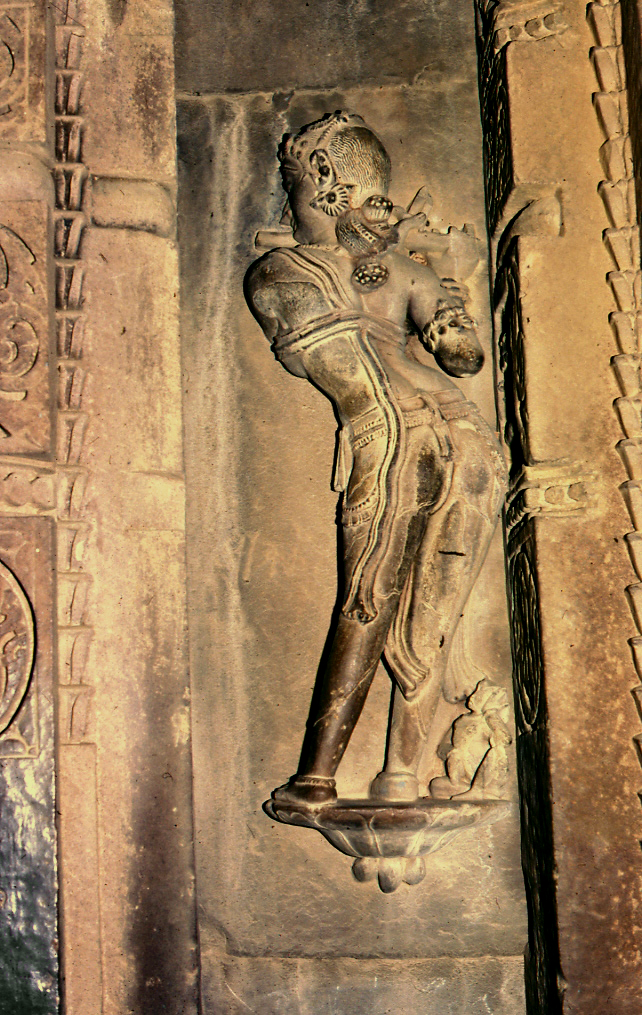
Jouant de la flûte
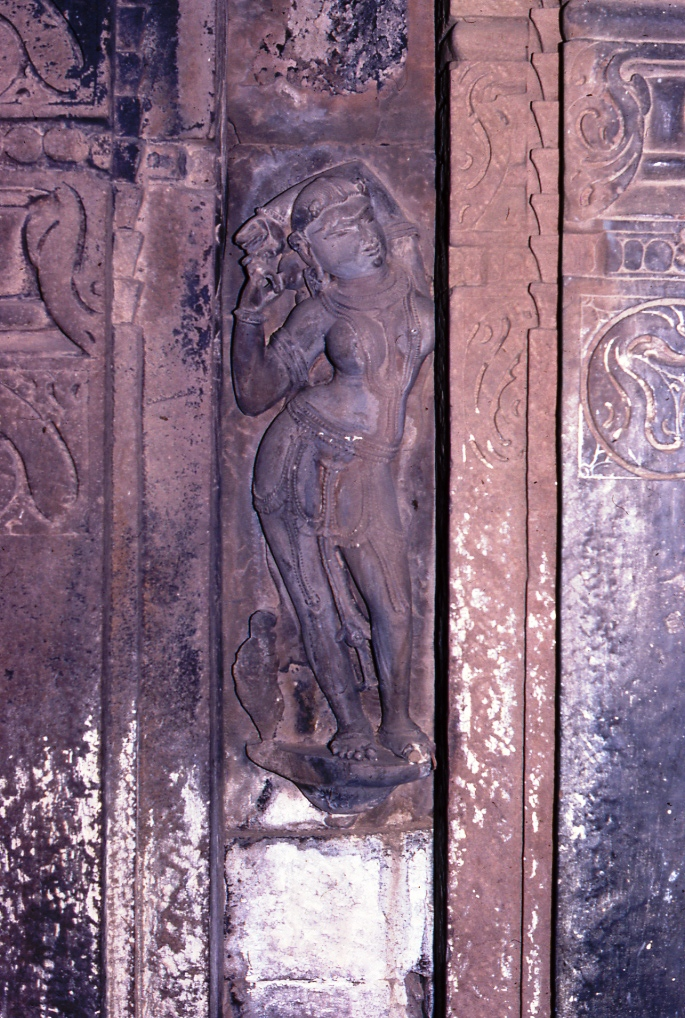
Attachant sa chevelure
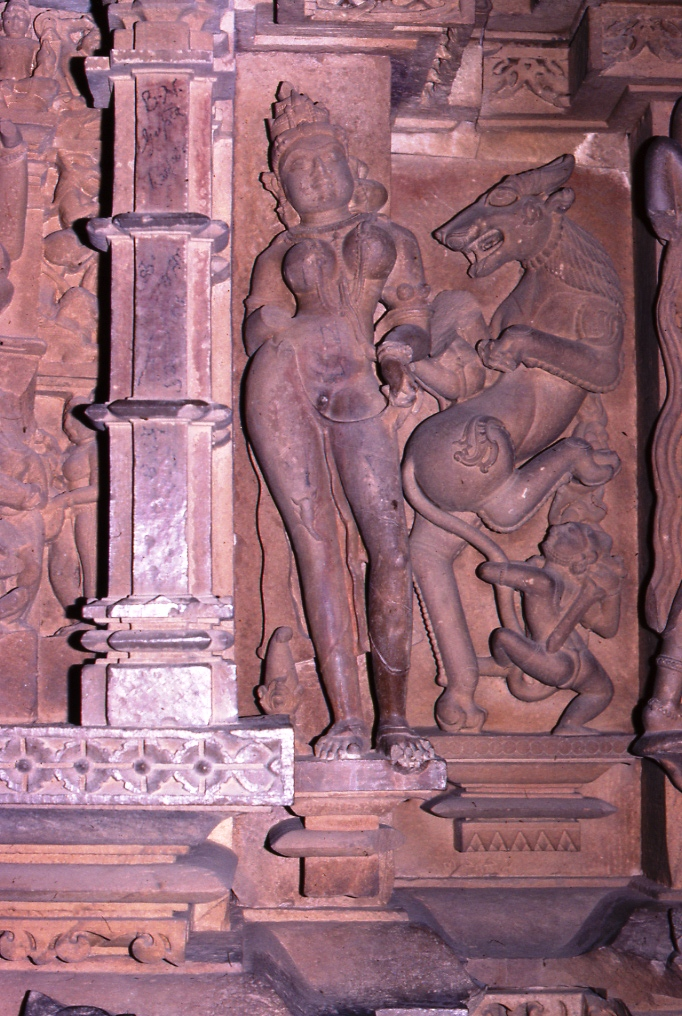
Avec un vyala

La jonction du vestibule et du sanctuaire présente une variation de la fameuse scène « érotico-acrobatique » du temple de Kandariya Mahadeva. Celle du Visvanath comporte également un couple soutenu par deux femmes, mais ici, l'homme est au-dessus. La femme tête en bas pose une main sur le sexe d'une autre femme, tandis que son autre main repose sur le sol pour y prendre appui. Certaines sculptures comportent des hommes se sodomisant, les femmes se cachant les yeux.

Comparaison entre les sculptures « érotiques » de deux temples
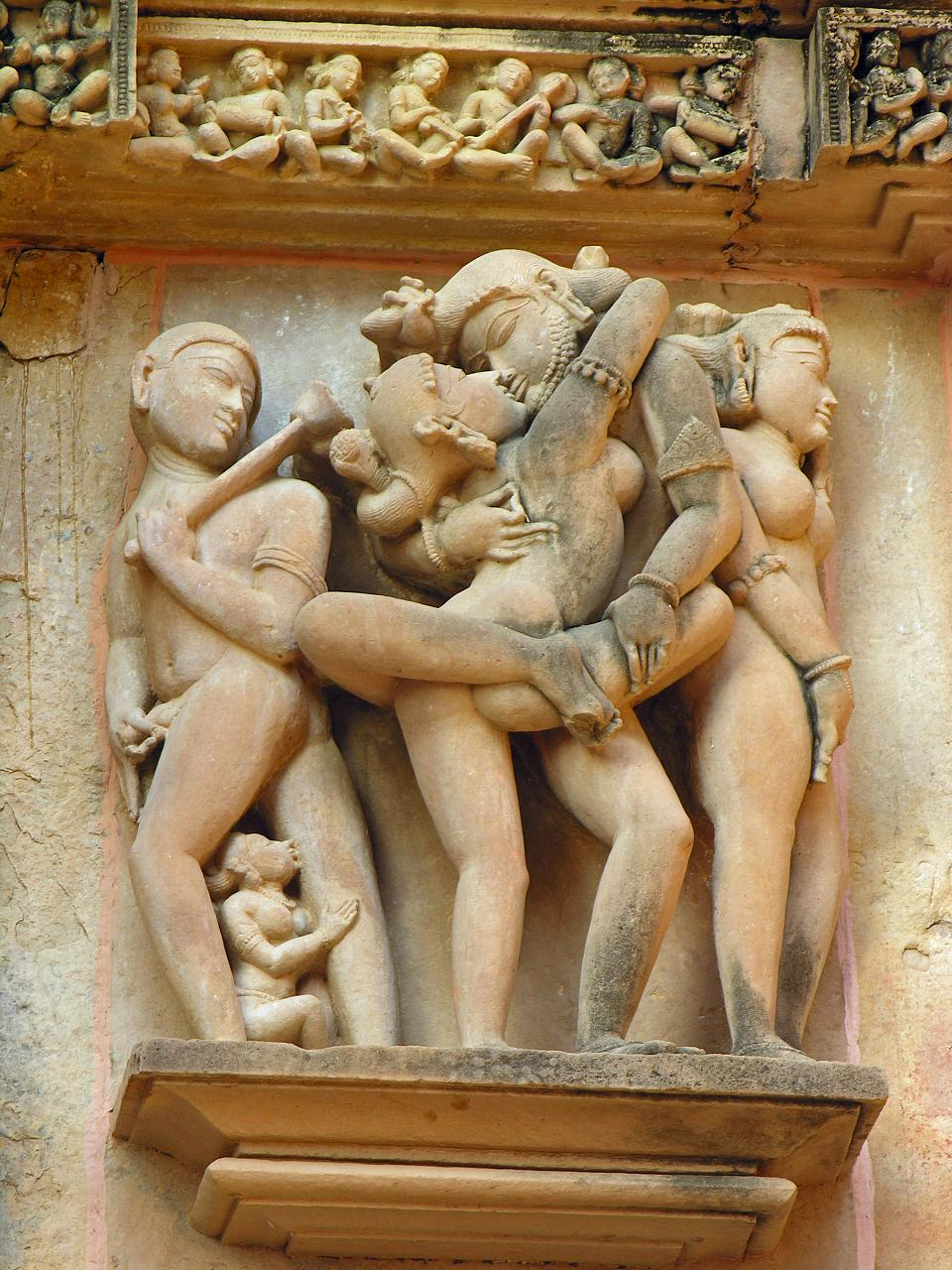
Couple s'embrassant du temple Lakshmana
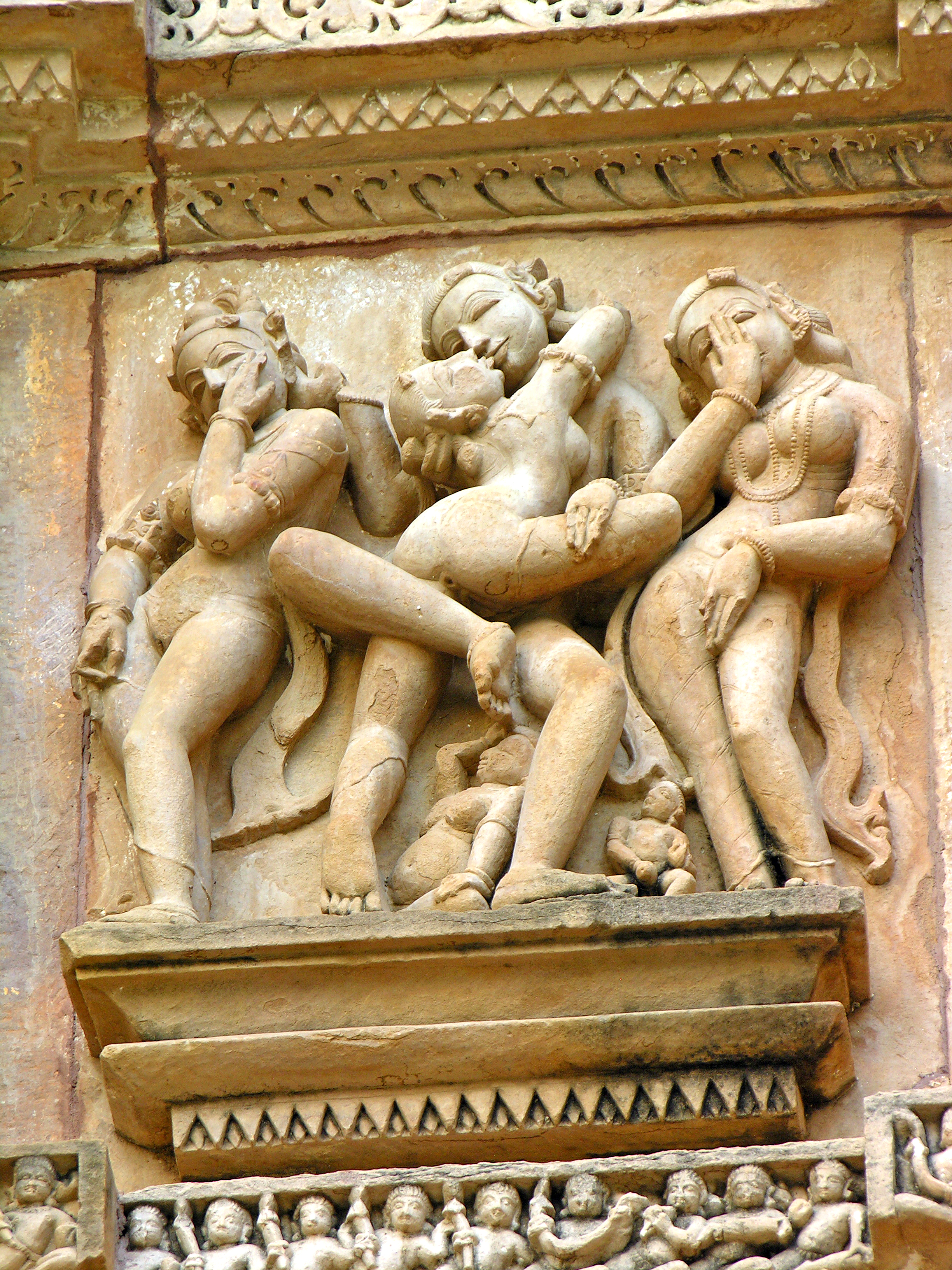
Couple s'embrassant du temple Vishvanatha
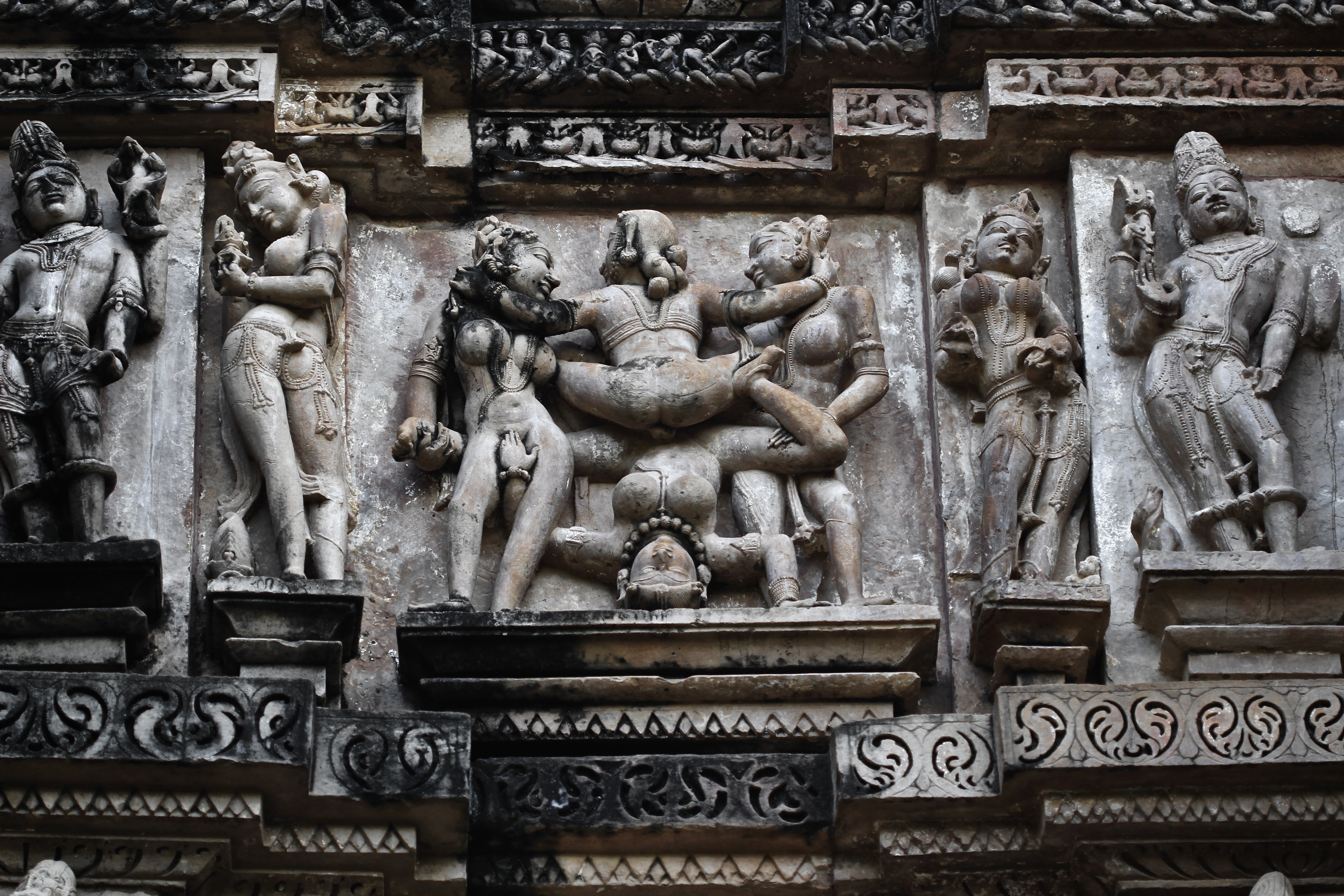
Scène érotico-acrobatique du temple Vishvanatha
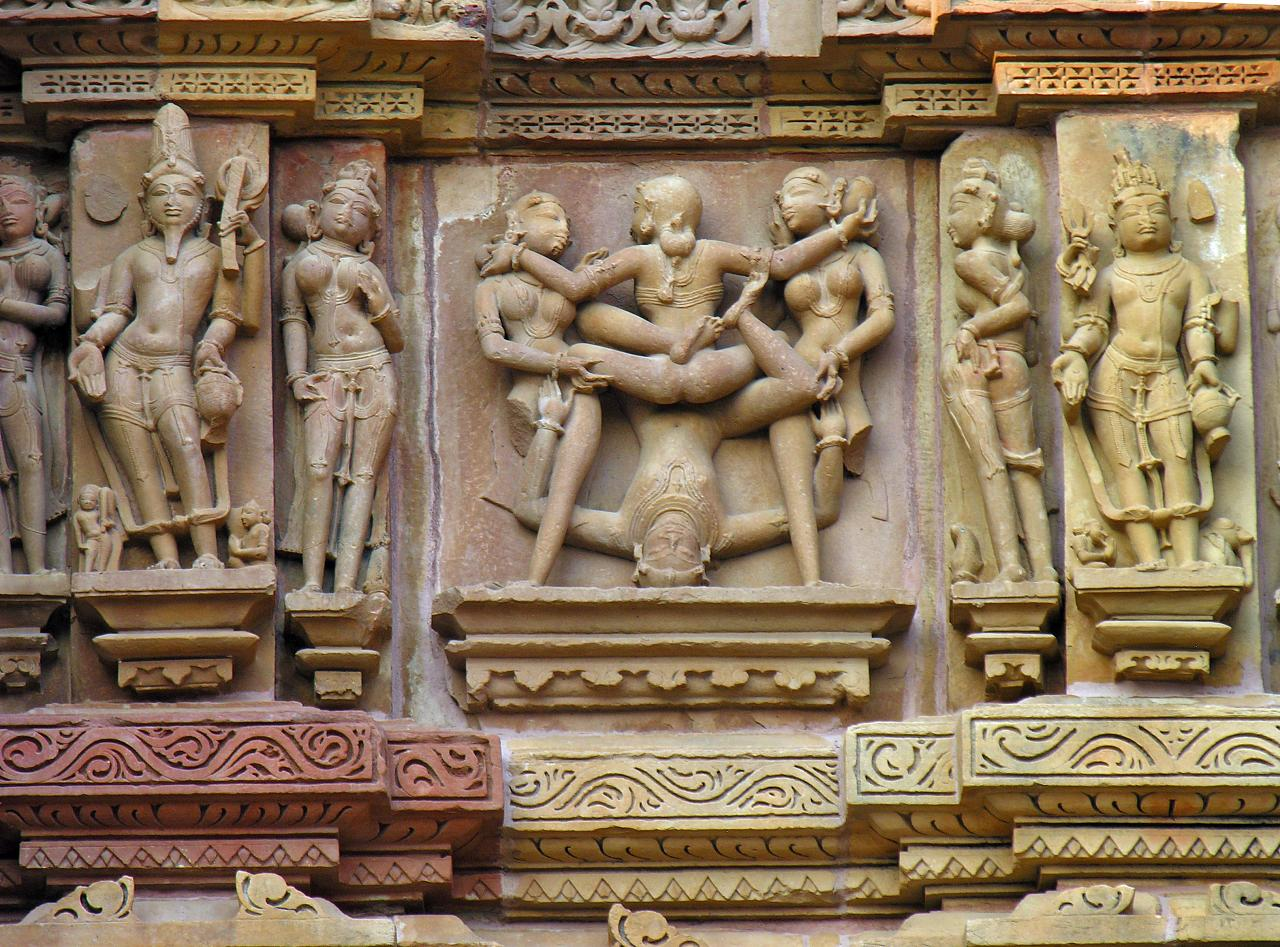
Scène érotico-acrobatique du temple Kandariya Mahadeva

Chacun des espaces intérieurs est couvert de son propre shikhara soutenu par des piliers à facettes.

### Interprétation des sculptures
Diverses interprétations des sculptures ont été proposées. 
Ernest B. Havell, administrateur britannique des arts coloniaux, les considérait comme un produit d'une phase décadente de la société hindoue. 
D'autres points de vue considèrent a contrario que ce sont des scènes inspirées du Kâmashâstra et de la tradition artistique d'une société large d'esprit.
La professeure d'art sud-asiatique Vidya Dehejia, de l'Université Columbia, estime que ces sculptures représentent les rites des sectes Kulamārga et Kapalika. Ces sectes croyaient que seuls ceux qui peuvent résister aux tentations sensuelles peuvent réaliser leur salut. Pour savoir si on peut s'élever au-dessus de ces tentations, il faut donc les éprouver sans être affectés. Ainsi, ces sectes auraient fourni une excuse théologique aux dirigeants du royaume Chandela trop indulgents pour s'engager dans « les pratiques les plus avilissantes ».
Selon l'historien de l'art indien Devangana Desai, les sculptures érotiques des temples Vishvanatha et Kandariya Mahadeva auraient rempli les fonctions suivantes :
- Elles ont un sens plus profond et caché car elles représentent un concept yogique-philosophique, au travers d'un langage métaphorique, le Sandha Bhasa. Les adeptes du Tantrisme utilisaient ce langage pour éviter d'exposer leurs pratiques au grand public. Ces représentations cacheraient donc des yantras utilisés pour ce culte.
- Les figures des couples ayant des rapports sexuels (maithuna) étant présentes aux murs de jonction qui relient le sanctuaire à la salle, elles étaient censées protéger magiquement le monument à sa partie la plus vulnérable.
- Les sculptures érotiques peuvent donner du plaisir aux visiteurs non initiés.

D'après Fred Kleiner, professeur d'art et d'architecture à l'Université Columbia, les sculptures symbolisent "la fertilité et la propagation de la vie et servent de "bon augure" protecteur du temple sacré. 
Margaret Prosser Allen, universitaire du Delaware, soutient que les sculptures érotiques représentent le but de la vie humaine: l'union avec l'être universel, basé sur la conviction que l'univers est le résultat de l'union cosmique des éléments mâles et femelles.